# Чарлс Смит
Чарлс Смит (енгл. Charles Smith; Вашингтон, 29. новембар 1967) је бивши амерички кошаркаш. Познат је као један од првих странаца у нашој кошарци, играјући за Црвену звезду.

## Каријера

### НБА
УНБА лиги играо је за Бостон и Минесоту за које је на укупно 73 меча имао просек од 2,5 поена.

### Црвена звезда
Доведен је у Црвену звезду као појачање за Куп Радивоја Кораћа (који је тада још увек био европски куп) у сезони 1996/1997, пошто странци нису имали право наступа у домаћим такмичењима.
За разлику од друга два странца која су доведена те године (Двајт Стјуарт, који је убрзо замењен Симеоном Хелијем), Смит се показао као пун погодак. Као странац са највећом репутацијом, у потпуности је оправдао, па и превазишао очекивања. Иако је одиграо само девет мечева, оставио је одличан утисак са просеком од 20,7 поена, четири скока, 3.4 асистенције и 2,7 украдених лопти. Са Црвеном звездом догурао је до 1/16 финала где су у два меча испали од Стојаковићевог ПАОК-а. Посебно се истакао у првом мечу који су 'црвено-бели' изгубили у Пиониру 99:102 и поред његових 37 поена.

### Репрезентација
Наступао за америчку репрезентацију био капитен на Олимпијским играма у Сеулу 1988. године, са просеком од 8,6 поена.

## Остало
Оно што је мало познато за овог играча је то да је провео две и по године у затвору у Калифорнији, пошто је 1991. године прегазио два студента Бостонског Универзитета који су погинули на лицу места, да би потом побегао са места несреће. Тај трагични догађај је пресудно утицао на Смитову каријеру, коју је провео углавном играјући за ЦБА тимове, за разлику од својих другова из репрезентације са ОИ попут Дејвида Робинсона, Мича Ричмонда, Дена Марлија и осталих.